# مارك بريور (مؤلف)
مارك بريور (بالإنجليزية: Mark Pryor)‏ (8 مايو 1967، هارتفوردشير في المملكة المتحدة)؛ محامي وروائي أمريكي. درس في جامعة ديوك.